# Мур Дебоскета

План підпірного муру з ротондами

Підпірний мур Д. де Боскета (відомий також як мур або стіна Дебоскета) — масивний протизсувний підпірний мур, споруджений для укріплення схилу південно-східної території Ближніх печер Києво-Печерської лаври у середині XVIII ст. Є визначним зразком інженерного та архітектурного мистецтва. Названий на честь військового інженера Даніїла де Боскета, який керував роботами по зведенню муру, а також зробив значний внесок в будівництво фортифікаційно-оборонних споруд Києва.
Архітектурний ансамбль з муром складають огорожа і дві ротонди в стилі класицизму, побудовані за проектом архітектора О. Яновського:
- одна — на північно-східному наріжжі муру, побудована у 1786 році для розміщення ризниці Ближніх печер;
- інша — із західної сторони муру, зведена наприкінці XVIII ст., слугує входом у галерею від Ближніх до Дальніх печер.